# Paradvåning
Paradvåning kallas en stor lägenhet, ursprungligen på ett eller flera hela våningsplan i en byggnad.
En paradvåning har nästan alltid högt i tak (mer än 3 meter), flera sällskapsrum, utsikt med mera. Numera hör man dock ofta "paradvåning" som synonymt med större lägenhet (3–8 rum + kök och badrum) i gammalt "fint" hus i centralt beläget bostadsområde.